# Trihijaza
Trihijaza (lat. trichiasis) je medicinski pojam koji opisuje rast trepavica prema očnoj jabučici. Ovo stanje može biti uzrokovano infekcijom, upalom, autoimunim bolestima i traumom kao što su opekline i ozljede kapka.
Liječenje se zasniva na odstranjenju zahvaćenih trepavica elektroepilacijom, laserom ili kirurški.

## Trihijaza kod pasa
Trihijaza se javlja i kod pasa kao dlaka koja raste u krivom smjeru i grebe o oko uzrokujući iritaciju. Obično se javlja na lateralnom dijelu gornje trepavice, često kod koker španijela. Trihijaza također podrazumijeva i dlaku s nazalnog nabora što grebe o oko. Ovaj tip trihijaze rješava se nanošenjem vazelina na nabor, no češće je potrebna kirurška korekcija koja je i trajno rješenje.
|  | Molimo pročitajte upozorenje o korištenju medicinskih informacija. Ne provodite liječenje bez savjetovanja s liječnikom! |